# Darryn Binder
Darryn Binder, né le 21 janvier 1998 à Potchefstroom, est un pilote de vitesse moto sud-africain. Son frère aîné, Brad, est aussi un pilote de vitesse moto.

## Carrière
Il commence sa carrière en Moto3 en 2015 dans l'équipe Mahindra. Il passe en MotoGP en 2022 sans passer par la catégorie intermédiaire Moto2, ce qui lui vaut des critiques de la part d'une partie de la presse et des pilotes. En effet, ses nombreuses chutes (dont celle au Grand Prix d'Algarve qui met fin aux espoirs de titre de Dennis Foggia en 2021) et ses performances en demi-teinte font craindre à certains qu'il puisse être dangereux en piste au guidon d'une machine aussi puissante qu'une MotoGP.

## Résultats en championnats

### Par saisons
(Mise à jour après le  Grand Prix moto des Pays-Bas 2022)
| Sais  | Cat.   | Moto     | Course | Vict | Pod | Pole | M.tour | Pts | Class | Titre |
| ----- | ------ | -------- | ------ | ---- | --- | ---- | ------ | --- | ----- | ----- |
| 2015  | Moto3  | Mahindra | 18     | 0    | 0   | 0    | 0      | 0   | NC    | -     |
| 2016  | Moto3  | Mahindra | 18     | 0    | 0   | 0    | 0      | 27  | 25e   | -     |
| 2017  | Moto3  | KTM      | 13     | 0    | 0   | 0    | 0      | 35  | 19e   | -     |
| 2018  | Moto3  | KTM      | 16     | 0    | 1   | 0    | 1      | 57  | 17e   | -     |
| 2019  | Moto3  | KTM      | 19     | 0    | 1   | 0    | 1      | 54  | 22e   | -     |
| 2020  | Moto3  | KTM      | 15     | 1    | 2   | 1    | 5      | 122 | 8e    | -     |
| 2021  | Moto3  | Honda    | 18     | 0    | 2   | 2    | 2      | 136 | 7e    | -     |
| 2022  | MotoGP | Yamaha   | 11     | 0    | 0   | 0    | 0      | 10  | 21e   | -     |
| Total |        |          | 128    | 1    | 6   | 3    | 6      | 441 |       | 0     |

### Par catégorie
(Mise à jour après le  Grand Prix moto des Pays-Bas 2022)
| Catégorie | Année     | 1er GP   | 1er Podium | 1re Victoire | Courses | Victoires | Podiums | Pole | M.tours¹ | Points | Titres |
| --------- | --------- | -------- | ---------- | ------------ | ------- | --------- | ------- | ---- | -------- | ------ | ------ |
| Moto3     | 2015-2021 | QAT 2015 | JPN 2018   | CAT 2020     | 117     | 1         | 6       | 3    | 6        | 431    | 0      |
| MotoGP    | 2022-     | QAT 2022 |            |              | 11      | 0         | 0       | 0    | 0        | 10     | 0      |
| Total     | 2015-     |          |            |              | 119     | 1         | 6       | 3    | 6        | 441    | 0      |

### Résultats détaillés
Légende: les courses en gras indiquent la pole position, les courses en italiques indiquent le tour le plus rapide.
| Année | Cat.   | Moto     | 1       | 2       | 3       | 4       | 5       | 6       | 7       | 8       | 9       | 10      | 11      | 12      | 13      | 14      | 15      | 16      | 17      | 18      | 19      | 20  | 21 | Pos | Pts |
| ----- | ------ | -------- | ------- | ------- | ------- | ------- | ------- | ------- | ------- | ------- | ------- | ------- | ------- | ------- | ------- | ------- | ------- | ------- | ------- | ------- | ------- | --- | -- | --- | --- |
| 2015  | Moto3  | Mahindra | QAT 19  | AME Ab. | ARG 24  | SPA 24  | FRA Ab. | ITA 18  | CAT Ab. | NED 19  | GER 20  | IND 27  | CZE 16  | GBR Ab. | RSM 18  | ARA Ab. | JPN 27  | AUS Ab. | MAL Ab. | VAL 18  |         |     |    | NC  | 0   |
| 2016  | Moto3  | Mahindra | QAT 23  | ARG 30  | AME Ab. | SPA Ab. | FRA Ab. | ITA Ab. | CAT 12  | NED 17  | GER Ab. | AUT 17  | CZE Ab. | GBR 21  | RSM Ab. | ARA 26  | JPN 22  | AUS 4   | MAL 10  | VAL 12  |         |     |    | 25e | 27  |
| 2017  | Moto3  | KTM      | QAT 13  | ARG 12  | AME 10  | SPA 20  | FRA Ab. | ITA 4   | CAT Ab. | NED 13  | GER 10  | CZE     | AUT     | GBR     | RSM     | ARA 22  | JPN 20  | AUS 24  | MAL Ab. | VAL DNS |         |     |    | 39e | 35  |
| 2018  | Moto3  | KTM      | QAT Ab. | ARG 22  | AME 13  | SPA DNS | FRA 10  | ITA 13  | CAT Ab. | NED 7   | GER     | CZE 23  | AUT 19  | GBR C   | RSM 8   | ARA 18  | THA Ab. | JPN 3   | AUS 12  | MAL 7   | VAL 19  |     |    | 17e | 57  |
| 2019  | Moto3  | KTM      | QAT Ab. | ARG 2   | AME 15  | SPA 11  | FRA Ab. | ITA 10  | CAT 15  | NED Ab. | GER Ab. | CZE 10  | AUT 15  | GBR 12  | RSM Ab. | ARA 17  | THA 20  | JPN Ab. | AUS 6   | MAL Ab. | VAL Ab. |     |    | 22e | 54  |
| 2020  | Moto3  | KTM      | QAT Ab. | SPA 18  | ANC 4   | CZE 12  | AUT 6   | STY 6   | RSM Ab. | EMR Ab. | CAT 1   | FRA Ab. | ARA 2   | TER 8   | EUR 5   | VAL 5   | POR 6   |         |         |         |         |     |    | 8e  | 122 |
| 2021  | Moto3  | Honda    | QAT 3   | DOA 2   | POR 20  | SPA 22  | FRA 20  | ITA 5   | CAT 5   | GER 14  | NED 7   | STY 6   | AUT 9   | GBR 7   | ARA 7   | RSM 6   | AME 7   | EMI 4   | ALR DSQ | VAL Ab. |         |     |    | 7e  | 136 |
| 2022* | MotoGP | Yamaha   | QAT 16  | IND 10  | ARG     | AME     | POR     | ESP     | FRA     | ITA     | CAT     | GER     | NED     | GBR     | AUT     | RSM     | ARA     | JPN     | THA     | AUS     | MAL     | VAL |    | 13e | 6   |

* Saison en cours.
| Couleur | Résultat                     |
| ------- | ---------------------------- |
| Or      | Vainqueur                    |
| Argent  | 2e place                     |
| Bronze  | 3e place                     |
| Vert    | Terminé, dans les points     |
| Bleu    | Terminé, pas dans les points |
| Violet  | Abandon (Ab.) ou (Ret)       |
| Violet  | Non classé (NC)              |
| Rouge   | Pas qualifié (DNQ)           |
| Noir    | Disqualifié (DSQ)            |
| Blanc   | Pas au départ (DNS)          |
| Blanc   | Forfait (WD)                 |
| Blanc   | N'a pas participé (DNP)      |
| Blanc   | Blessé (INJ)                 |
| Blanc   | Exclu (EX)                   |
| Blanc   | Course annulée (C)           |

## Palmarès

### Victoire en Moto3: 1
| Année | Lieu du Grand Prix           | Circuit              | Ville     |
| ----- | ---------------------------- | -------------------- | --------- |
| 2020  | Grand Prix moto de Catalogne | Circuit de Catalogne | Barcelone |